# Фузіньяно
Фузіньяно (італ. Fusignano) — муніципалітет в Італії, у регіоні Емілія-Романья,  провінція Равенна.
Фузіньяно розташоване на відстані близько 290 км на північ від Рима, 50 км на схід від Болоньї, 21 км на захід від Равенни.
Населення — 8226 осіб (2014).
Щорічний фестиваль відбувається 8 вересня. Покровитель — natività B. V. Maria.

## Демографія
Населення за роками:

Станом на 1 січня 2023 року в муніципалітеті офіційно проживало 1120 іноземців з 45 країн, серед них 278 громадян країн Євросоюзу та 55 громадян України.

## Сусідні муніципалітети
- Альфонсіне
- Баньякавалло
- Луго